# Tostada con leche

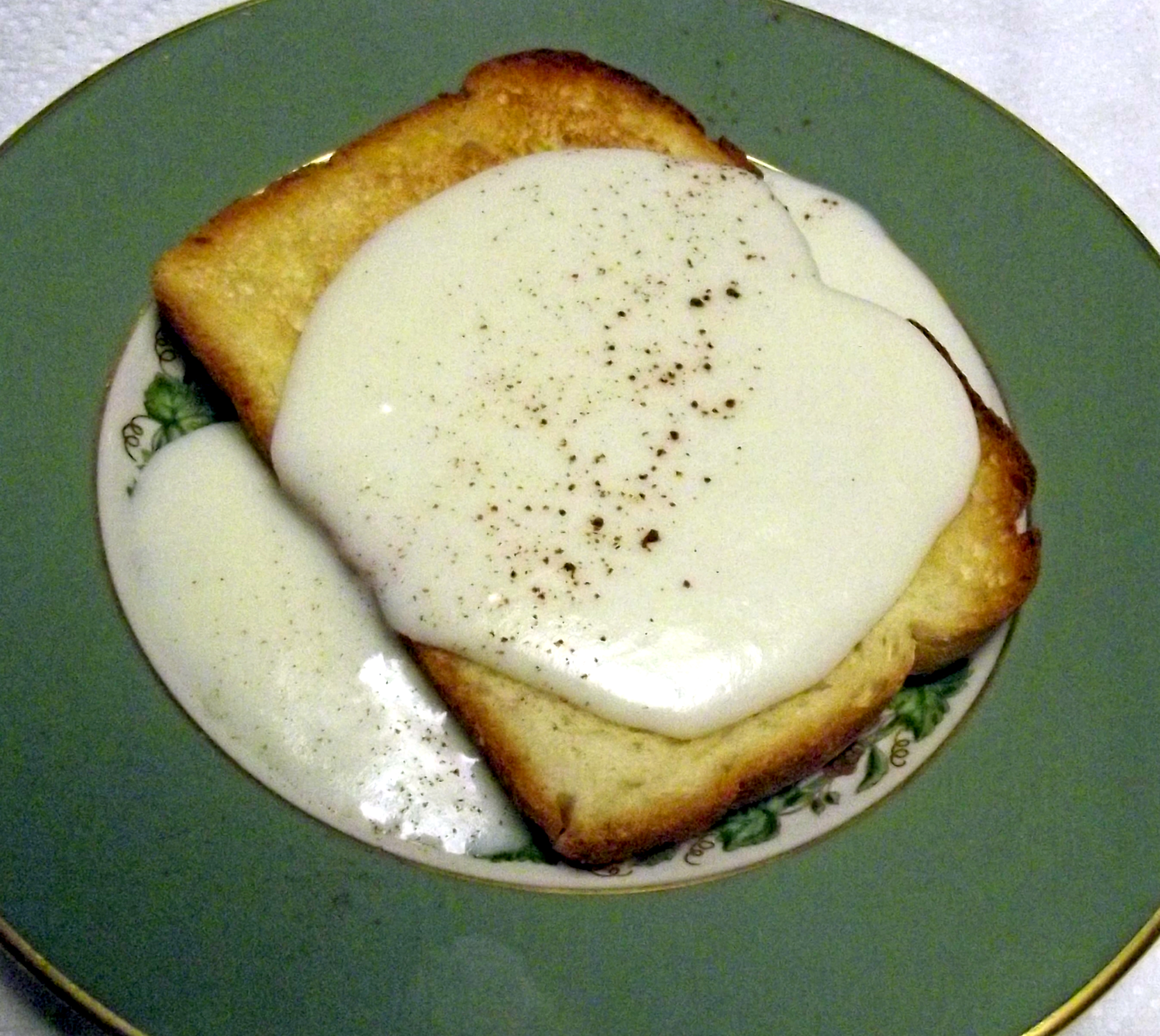
Una versión de tostada con leche que consiste en pan tostado de suero de leche cubierto de salsa blanca con una pizca de canela.

La tostada con leche es un plato de desayuno que consiste en pan tostado en leche tibia, generalmente con azúcar y mantequilla. Pueden añadirse sal, pimienta, pimentón, canela, cacao, pasas y otros ingredientes. En la región de Nueva Inglaterra de los Estados Unidos, las tostadas con leche son tostadas que se sumergen en una salsa blanca a base de leche. Las tostadas con leche fueron un alimento popular a finales del siglo XIX y principios del XX, especialmente para los niños pequeños y los convalecientes, para quienes se pensaba que el plato era suave y fácil de digerir. Aunque no fue tan popular en la década de 2000, las tostadas con leche todavía se consideran un alimento reconfortante.

## Consideraciones
La escritora gastronómica M. F. K. Fisher (1908-1992) calificó las tostadas con leche como "algo cálido, suave y reconfortante, lleno de fuerza inocente", y escribió, sobre comer tostadas con leche en un restaurante famoso con un amigo convaleciente, que el plato era "un pequeño milagro moderno de la gastronomía". Ella señala que sus manuales de cocina más hogareños incluso lo enumeran bajo "Alimentando a los enfermos" o "Recetas inválidas", argumentando que las tostadas con leche eran "un paliativo instintivo, algo así como agua hervida". Fisher también señala que para una verdadera comodidad, puede ser necesario un ritual, y para las "personas con tostadas de leche", el plato utilizado puede ser tontamente importante. Su versión favorita de tostadas con leche tiene la leche mezclada 50/50 con crema condensada de sopa de tomate de Campbell en una jarra de labios anchos llamada boccalino en la Suiza Italiana, donde la obtuvo.

## Fuera de Nueva Inglaterra

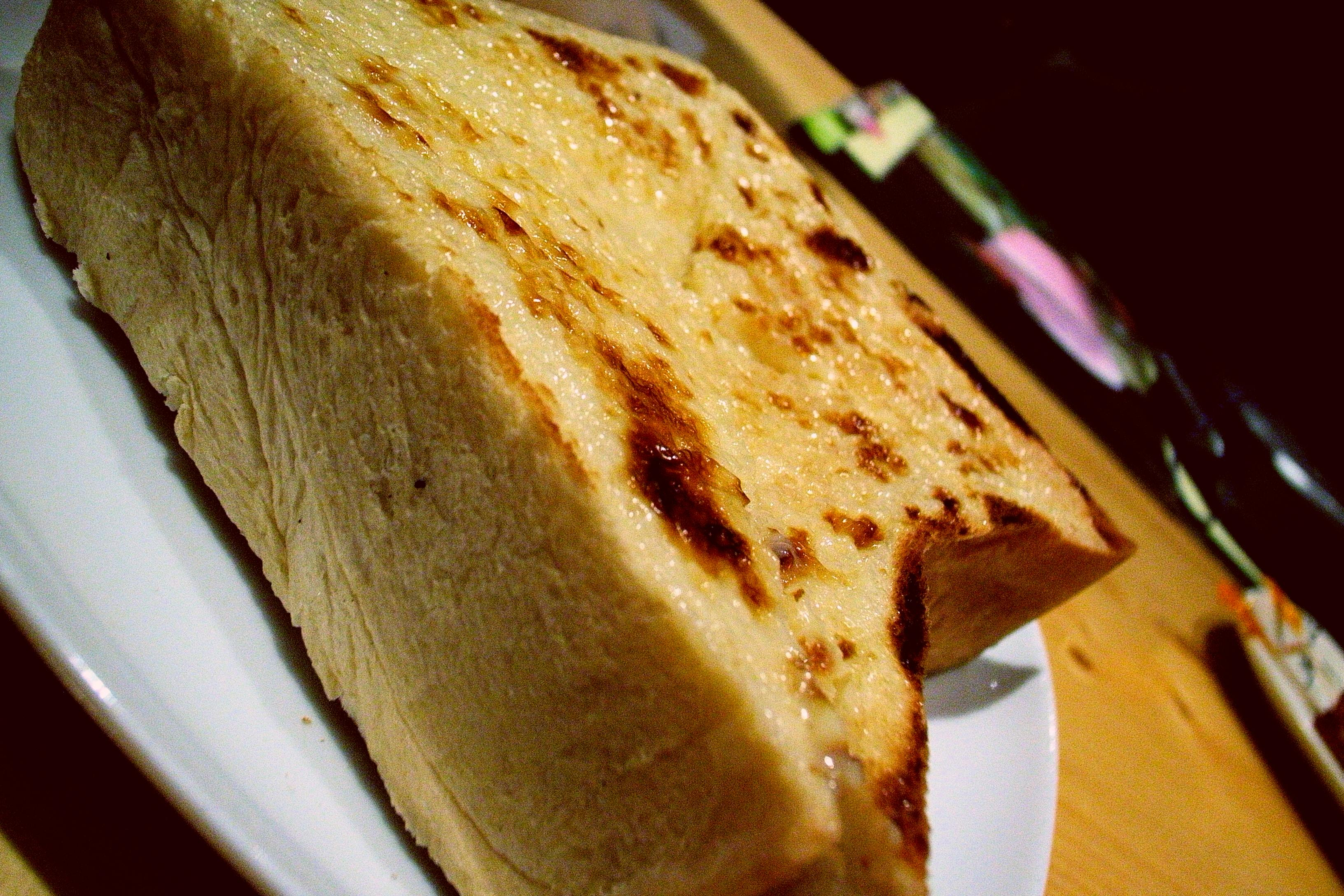
Tostada con leche preparada con leche condensada

### En Asia
La tostada con leche es un postre que se sirve en muchos cafés asiáticos de té con leche. Consiste en pan blanco tostado espeso y enriquecido con leche condensada por encima.

### En Serbia
La masonica, o papara, es un postre similar a la tostada con leche que se puede servir a cualquier hora del día. A menudo se prepara con leche tibia fresca y pan del día anterior.

### En Noruega y Suecia
Un plato tradicional escandinavo similar a las tostadas con leche se llama soll en noruego y bryta en sueco. Consiste en flatbrød partido (pan fino y crujiente), tunnbröd o pan seco servido en un cuenco de leche fría (a menudo filmjölk) y endulzado con azúcar, etc. Soll era un plato diario para los campesinos en el campo, especialmente servido como cena sencilla por la noche. Durante el soll de invierno a veces se servía como desayuno con leche calentada.

### En el Suroeste de Estados Unidos
En la cocina de Nuevo México, la tostada con leche se conoce como leche cocida, que significa leche cocida. El pan tostado se corta en trozos y se coloca en un bol. La leche se cuece con una pequeña cantidad de mantequilla, sal y pimienta y se vierte sobre el pan. Es una comida asociada con consumir el exceso de leche, quizás de los días de servicio del lechero.

## En la cultura popular
La suave suavidad de las tostadas de leche sirvió de inspiración para el nombre del tímido e ineficaz personaje de tira cómica Caspar Milquetoast, dibujado por H. T. Webster de 1924 a 1952. Así, el término "milquetoast" entró en el lenguaje como la etiqueta de una persona tímida, encogida y apologética. La tostada de leche también apareció en Seguidme, muchachos! de Disney como un desayuno indeseable para el personaje principal envejecido, Lem Siddons.
La tostada con leche también se menciona en la película de 1947 "The Secret Life of Walter Mitty".